# Preisberg (Reichsforst)
Der Preisberg (635 m ü. NN) ist ein dicht bewaldeter Basaltkegel westlich von Konnersreuth und gehört zum Reichsforst im Fichtelgebirge.

## Geographie
Zusammen mit dem rund einen Kilometer südwestlich entfernten Ruheberg (692 m) wird der Preisberg im Osten und Süden von den Kreisstraßen WUN 11 und TIR 14 tangiert, die Konnersreuth mit Pechbrunn verbinden. Am Südostfuß des Berges liegt der Ort Preisdorf.

## Geologie
Zwischen Marktredwitz, Mitterteich, Konnersreuth und Seußen liegt ein großes Basalteruptionsgebiet. Es ist der westlichste Ausläufer des nordböhmischen Basaltvulkanismus. Im Miozän ist dort flüssige Basaltmasse durch den Granit emporgedrungen.

## Karten
- Bayerisches Landesvermessungsamt: UK 50-13 Naturpark Fichtelgebirge/Steinwald östlicher Teil, Maßstab 1:50.000